# Charles Le Goffic
Pour les articles homonymes, voir Le Goffic.
Charles Le Goffic, né le 14 juillet 1863 à Lannion où il est mort le 12 février 1932, est un poète, romancier et critique littéraire français dont l'œuvre célèbre la Bretagne.

## Biographie
Charles-Henri Francis Jean-Marie Le Goffic est le fils de Marie-Aimée Alexandrine Le Tulle, dite Manon, et d'un libraire-imprimeur de Lannion, Jean-François Le Goffic, qui mourut l'année suivant sa naissance.
Alors que sa mère ne tire que peu de ressources de l'entreprise, le petit Charles passe ses étés avec sa nourrice, soit à Ploumanac'h, soit à Trégastel.
Charles Le Goffic fit ses études au collège de Lannion, puis au lycée de Nantes (où il eut comme condisciple Aristide Briand), puis fréquenta la faculté des Lettres de Caen.
En octobre 1888, il épouse Julie Fleury (1870-1944). À la faveur d’une adjudication, il achète peu après une petite ferme à Rûn-Rouz en Trégastel. Son roman Morgane, la sirène a pour cadre cette ferme de Rûn-Rouz.
Agrégé de littérature en 1887, il est enseignant successivement à Gap, Évreux, Nevers et au Havre. En 1886, il fonde avec Maurice Barrès et Raymond de La Tailhède la revue littéraire Les Chroniques. En 1891, il publie son premier roman : Le Crucifié de Kéraliès. En 1896, il décide d'abandonner l'enseignement pour vivre de sa plume, vivant à Paris l'hiver et Trégastel l'été. Il publie dès lors abondamment, essentiellement des romans, des récits historiques et, sous le titre de L'âme bretonne, de nombreux récits concernant la Bretagne et les autres pays celtiques.
Proche de Charles Maurras, il collabore à la Revue d'Action française (1899), qui deviendra L'Action française (1908), ainsi qu'à la Revue critique des idées et des livres.
Bien que républicain convaincu, son régionalisme militant et ses idéaux traditionalistes lui font appuyer le projet maurrassien de restauration monarchique comme en témoigne sa lettre publiée dans L'Enquête sur la monarchie (1900) du chef de file de l'Action française.
Il prend la vice-présidence de l'Union régionaliste bretonne, créée en 1898, et lui sert de relais parisien en suscitant la parution d'articles dans la presse.
Parlant parfaitement le breton, il ne voulait pas l'utiliser à l'écrit de peur « de se montrer inférieur à sa réputation ».
Il est membre d'honneur de la société historique et archéologique de l'arrondissement de Saint-Malo.
Il est barde d'honneur de la Gorsedd de Bretagne sous le nom d'Eostik ar Garante (le Rossignol de l'Amour).

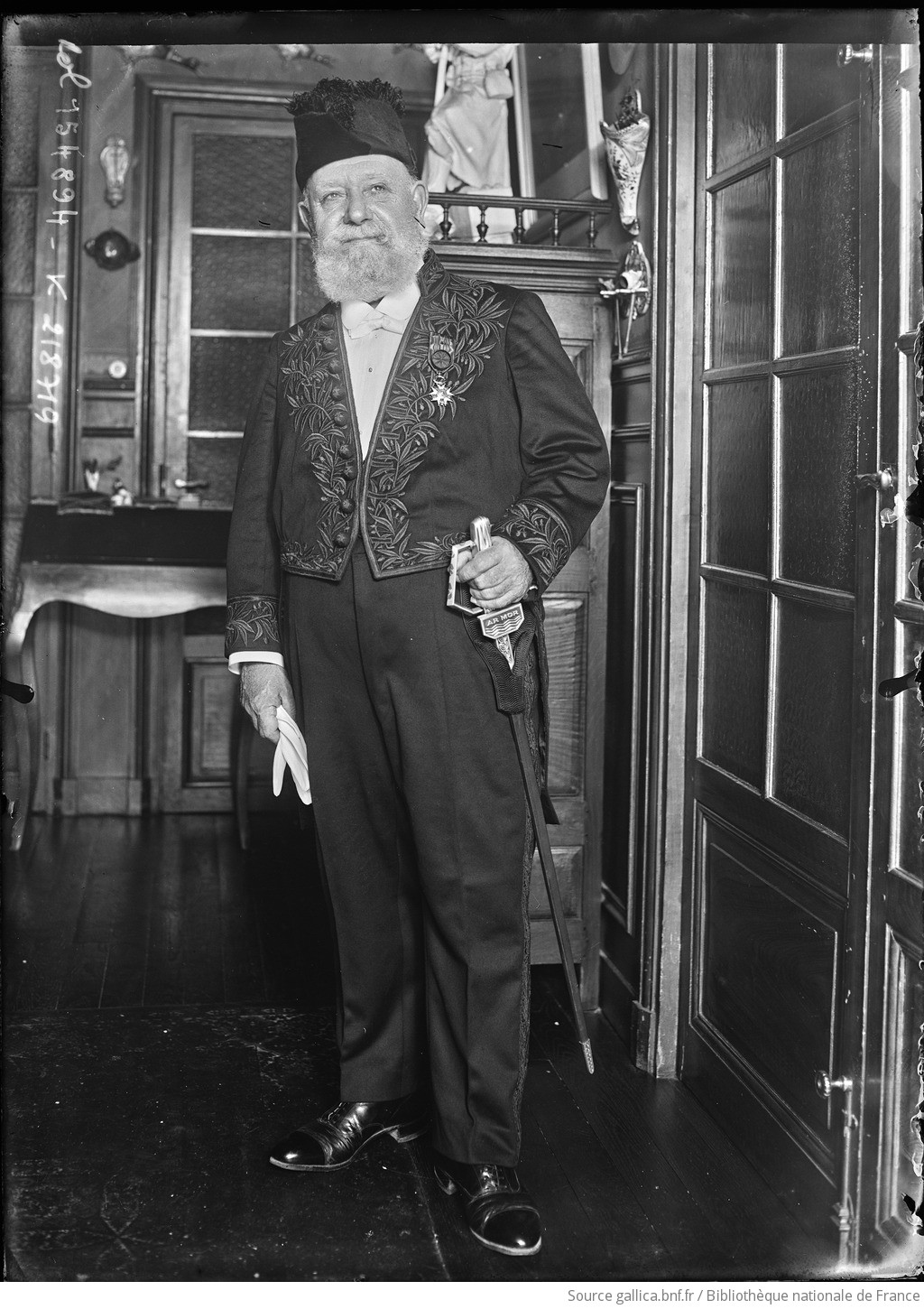
Charles Le Goffic, en habit d’académicien. Agence Rol (1931)

Le Goffic est élu membre de l'Académie française en 1930 au 12e fauteuil (O.-L. Aubert, directeur de la revue Bretagne, rend compte de la séance de réception dans le no 98 - Juillet-août 1931 de la revue).
En 1895, il a introduit en Bretagne la Great Highland Bagpipe (grande cornemuse écossaise) devenue le « biniou bras » à côté du biniou kozh des anciens.

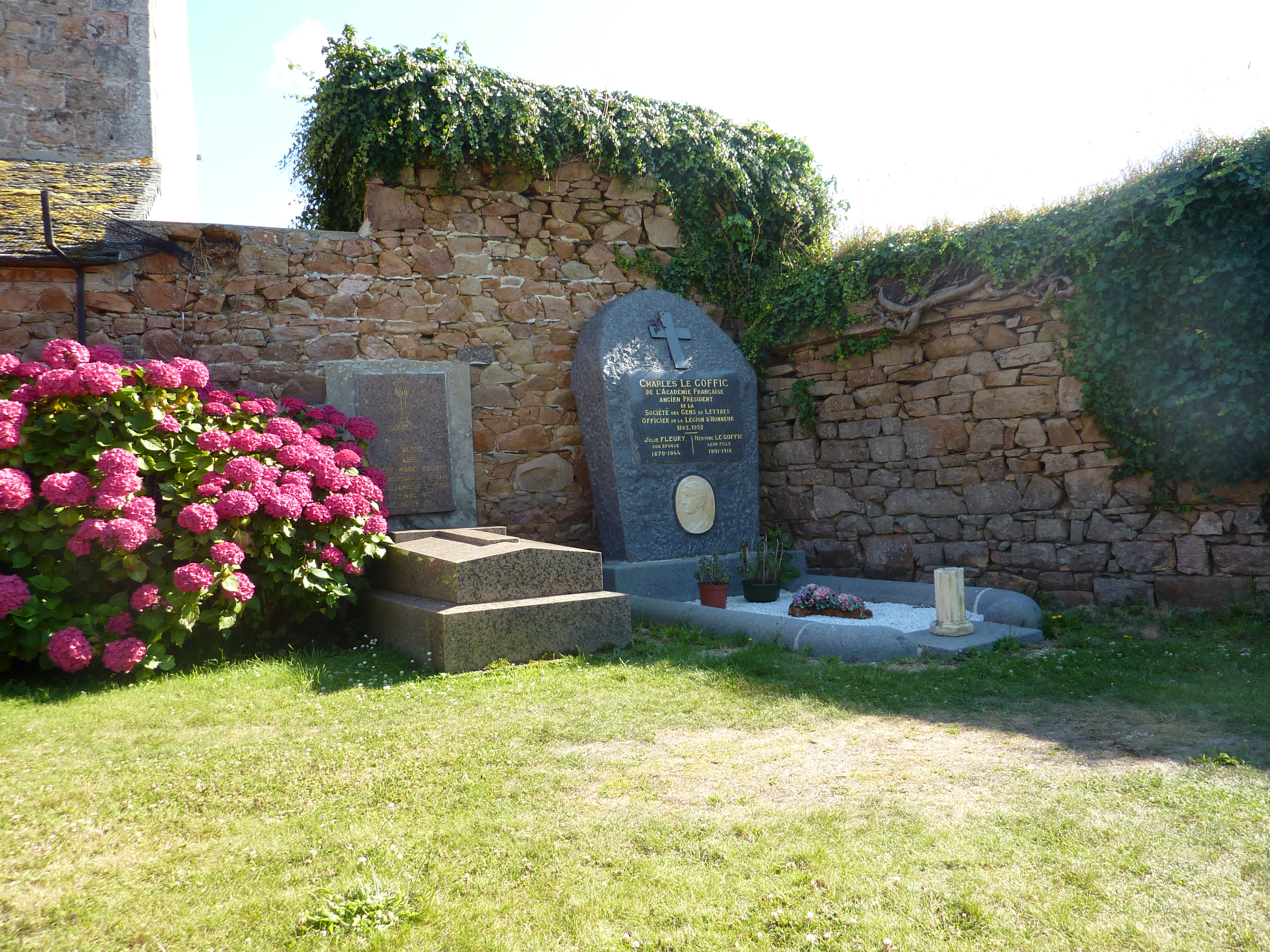
Tombe de Charles Le Goffic près de l'église du bourg de Trégastel.

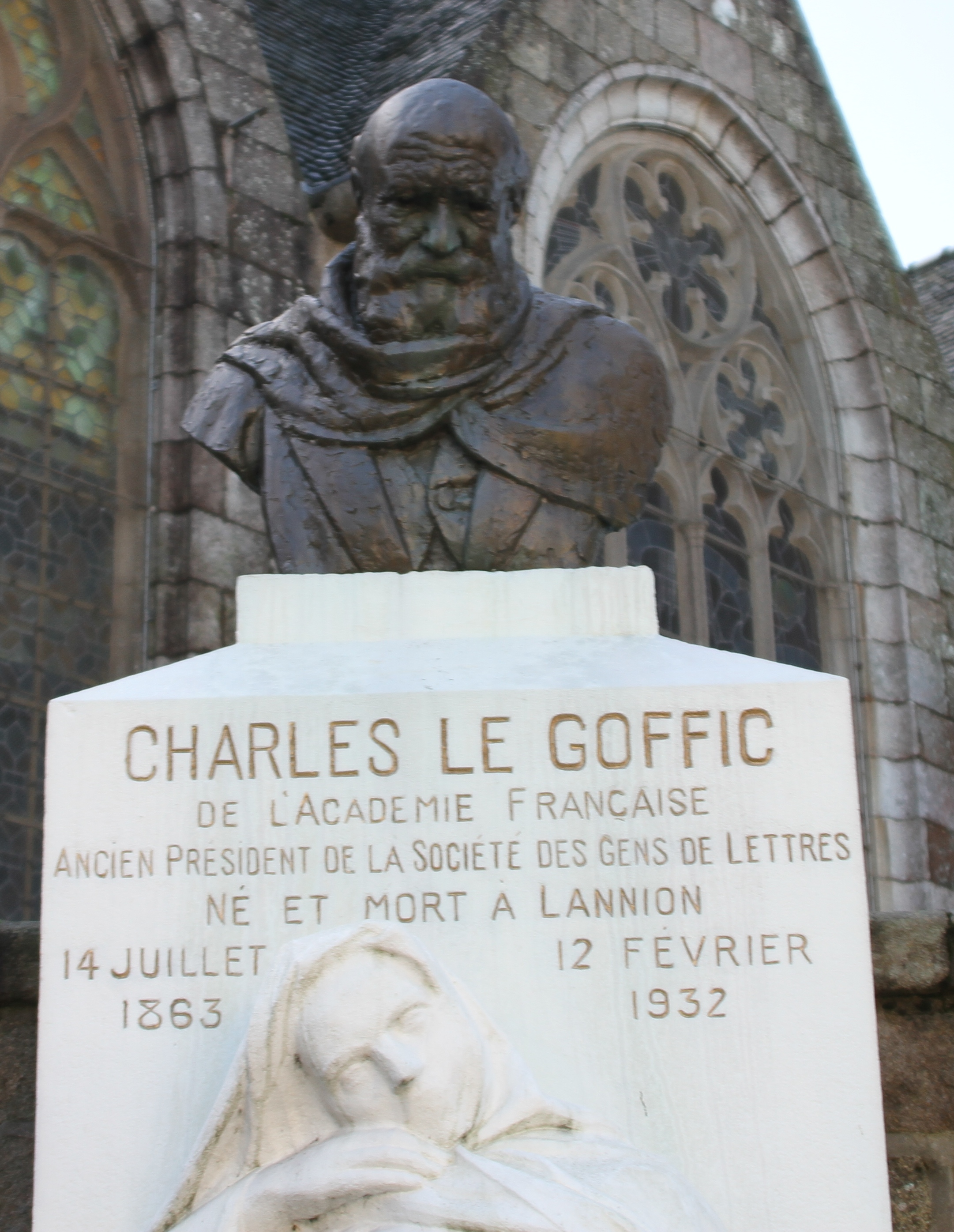
Jean Boucher, Monument à Charles Le Goffic à Lannion (détail).

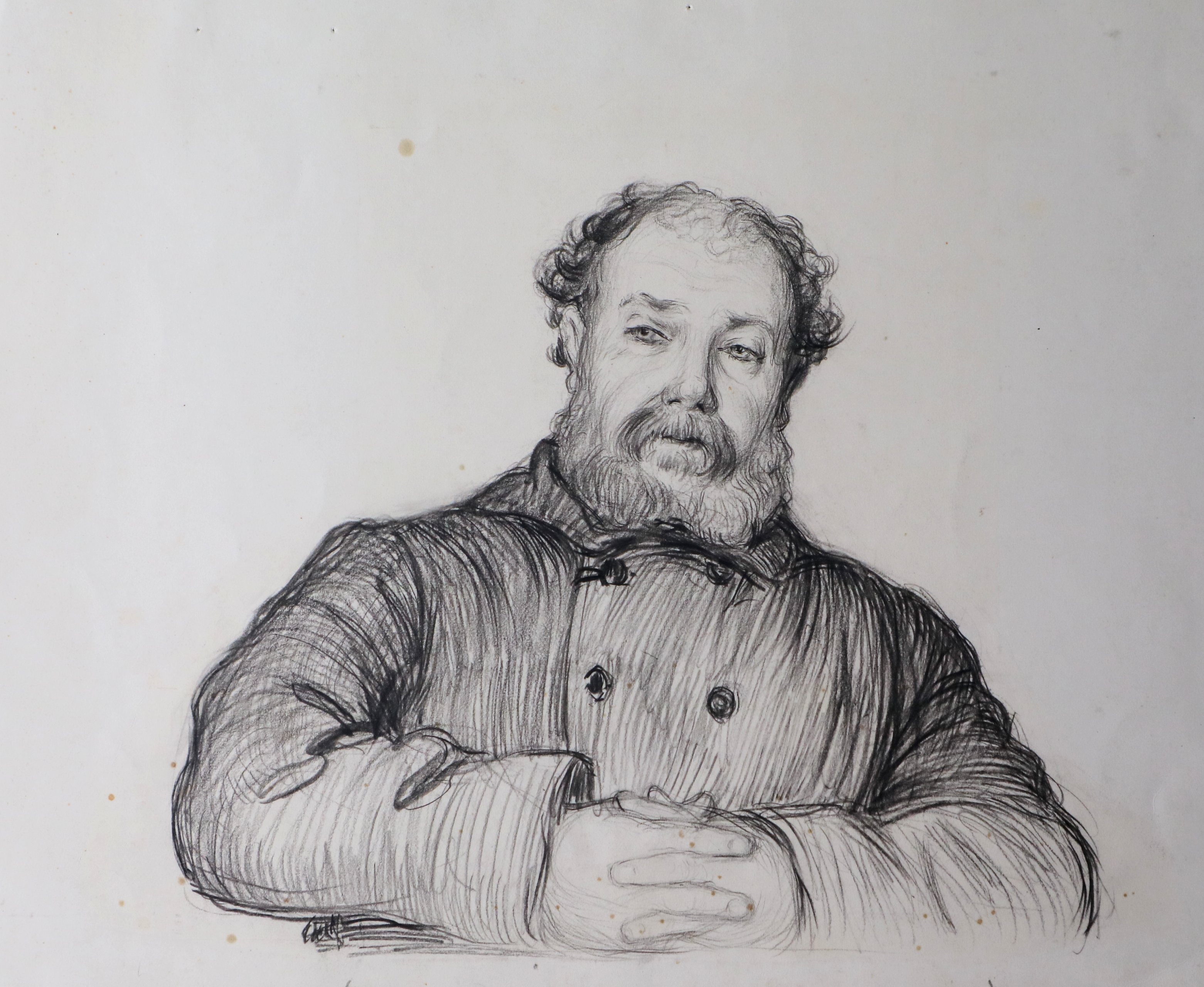
Portrait de Charles Le Goffic, dessin de Malo-Renault (vers 1910)

Victime d'une mauvaise chute à la gare Montparnasse lors de son retour après une tournée de conférences en Belgique et aux Pays-Bas, il meurt à Lannion le 12 février 1932. Il est inhumé dans l'enclos de l'église du bourg de Trégastel avec sa femme Julie et sa fille Hervine-Marie, morte à l’âge de 17 ans des suites d’un accident de battage survenu à Trégastel.
Un monument surmonté de son buste en bronze par Jean Boucher a été érigé par souscription nationale à Lannion.
En 1934, un médaillon à son effigie a été apposé sur la Roche des Poètes (Roche des Martyrs) à La Clarté.
À l'occasion du 150e anniversaire de sa naissance, un médaillon, œuvre du sculpteur Michel Sprogis, est posé sur un rocher près de la chapelle Sainte-Anne[Où ?].

## Distinctions
- Officier de la Légion d'honneur (5 juillet 1913)[10]

## Œuvres
- Nous autres (1879)
- Velléda, sous le pseudonyme de Jean Capekerne, (Morlaix, 1882)
- Les Mémoires de Saint-Simon, avec Jules Tellier (Paris, 1888)
- Amour breton, poésie (Lemerre, 1889)
- Les Romanciers d'aujourd'hui (1890)
- Nouveau traité de versification française, en collaboration avec Édouard Thieulin (1890)
- Chansons bretonnes (1891)
- Le Crucifié de Keraliès (1892)[11], prix Montyon de l’Académie française. Réédition Ed. des Régionalismes  (ISBN 9782824000404). — Avec des bois de Géo-Fourrier  (ISBN 9782824004877).
- A travers Le Havre, effets de soir et de nuit, en collaboration avec Daniel de Vénancourt, 12 eaux-fortes de Gaston Prunier, Lemale éditeur, 1892.
- Passé l'amour (1894)
- Morceaux choisis des écrivains havrais, Imprimerie du Commerce Le Havre, préface de M. Edgar Zévort (1894)
- Contes de l'Assomption (1895)
- Quatre jours à l'île de Sein (1896)
- Sur la côte (1896) , prix Sobrier-Arnould de l'Académie française. Réédition Ed. des Régionalismes  (ISBN 9782846187695).
- Sur la Côte, Paris, Colin, 1897, Disponible sur LillOnum
- La Payse (1897). Réédition Ed. des Régionalismes  (ISBN 9782824000046).
- Morgane la sirène (1898)
- Les Phares (1899)
- Le Bois dormant, poésie (1900)
- Le Mouvement panceltique (1900)
- Le Pardon de la reine Anne, poésie (1901)
- L'Âme bretonne (4 vol., 1902-1922). Réédition en 4 volumes, Ed. des Régionalismes.
- Deux tableaux de la vie terreneuvienne (1903)
- Les Métiers pittoresques (1903)
- L'Erreur de Florence (1903)
- Les Sept-Iles (1904)
- Les Calvaires bretons (1904)
- Les Bonnets rouges (1906). Réédition Ed. des Régionalismes  (ISBN 9782824001500).
- La Cigarière (1907)
- La Crise sardinière (1907)
- Passions celtes (1909). Réédition Ed. des Régionalismes  (ISBN 9782824000008).
- La double confession (1909)
- La littérature française au XIXe siècle (1909)
- Ventôse. Le pays (1910)
- Fêtes et coutumes populaires, les fêtes patronales, le réveillon, les masques et travestis, le joli mois de mai, les noces en Bretagne, la fête des morts, les feux de la Saint-Jean, danses et musiques populaires, Armand Colin éditeur, Paris 1911.
- Tristan Corbière (1911) — Préface au recueil Les Amours jaunes
- Racine (2 vol., 1912)
- Le Pirate de l’île Lern (1913). Réédition Ed. des Régionalismes  (ISBN 9782824000053).
- Monsieur Ernest Renan dans la Basse-Bretagne (1913)
- Poésies complètes (1913)
- Dixmude, un chapitre de l'histoire des fusiliers marins (1915), qui reçut le prix Lasserre en 1915
- Diximude, un chapitre de l'histoire des fusiliers marins (7 octobre - 10 novembre 1914), Paris, Plon-Nourrit, 1915. Disponible sur LillOnum
- Bourguignottes et pompons rouges (1916)
- Les Marais de Saint-Gond (1917)
- Steenstraëte, un deuxième chapitre de l'histoire des fusiliers marins (1917)
- Sans nouvelles (1917)
- La Guerre qui passe (1918)
- Saint-Georges et Nieuport, les derniers chapitres de l'histoire des fusiliers marins (1919)
- Les Trois Maréchaux (1919)
- Bretagne (1920)
- La Littérature française aux XIXe et XXe siècles (1920)
- La Marne en feu (1921)
- L'Abbesse de Guérande (1921). Réédition Ed. des Régionalismes  (ISBN 9782824001876).
- Chez les Jean Gouin (1921)
- L'Odyssée de Jean Chevanton (1921)
- L'Illustre Bobinet (1922). Réédition Ed. des Régionalismes  (ISBN 9782824000015).
- Croc d'argent (1922)
- Poésies complètes (1922)
- Le Treizain de la nostalgie et du déchirement. La visite nocturne, poésies (1926)
- Madame Ruguellou (1927). Réédition Ed. des Régionalismes  (ISBN 9782824000022).
- La Tour d'Auvergne (1928)
- Contes de l'Armor et de l'Argoat (1928). Réédition Ed. des Régionalismes  (ISBN 9782846188951).
- Anthologie des poètes de la mer (1929)
- Mes Entretiens avec Foch, suivis d'un entretien avec le général Weygand (1929)
- De Quelques ombres (1929)
- La Chouannerie : Blancs contre Bleus (1790-1800) (1931)
- Poésies complètes (2 vol., 1931)
- La Rose des sables (1932)
- Ombres lyriques et romanesques (1933)